# ترانستيك سيستيمز
شركة ترانستك للأنظمة (بالإنجليزية: Transtek Systems)‏ هي شركة تعمل في مجال تطوير وتطبيق نظم برمجيات المؤسسات، مقرها أبو ظبي في الإمارات العربية المتحدة، تأسست الشركة في عام 2000 ومنذ ذلك الحين تعمل شركة ترانستك على تقديم الدعم المستمر للشركات المتوسطة والكبيرة ضمن منطقة الشرق الأوسط وشمال أفريقيا من خلال مجموعة واسعة من الحلول البرمجية المبتكرة التي ساهمت في حل العديد من المشاكل والصعوبات التي تواجهها تلك الشركات.

## تاريخ شركة ترانستك
تأسست شركة ترانستك للأنظمة عام 2000 على يد عبد السلام هيكل ومحمد هيكل. في تاريخ 1 شباط 2021 عُين حسام خاسكية رئيساً تنفيذيًا للشركة.

## خدمات شركة ترانستك
تتمثل مهمة الشركة في توفير الحلول البرمجية المتطورة التي  تلبي احتياجات الشركات والمؤسسات في جميع أنحاء العالم بالإضافة إلى حل الكثير من المشاكل الفعلية التي تواجه الشركات والمؤسسات في إدارة أعمالهم، كما تهدف شركة ترانستك للأنظمة إلى تمكين الشركات من خلال الاستفادة من التكنولوجيا الحديثة والمتطورة  لتحقيق النمو والنجاح.

## أنظمة شركة ترانستك
تقدم شركة ترانستك أنظمتها الموثوقة وحلولها البرمجية التي تعمل على دعم الكثير من المجالات والصناعات المختلفة، وقد حازت الحلول البرمجية التي تقدمها الشركة والمعروفة باسم Mojodat على ثقة الكثير من الشركات والمؤسسات العالمية والمحلية. حيث تقدم ترانستك خدماتها من خلال أنظمتها التالية:
- Mojodat Fixed Assets
- Mojodat Maintenance
- Mojodat Inventory
- Compass HR
- Hala Peak
- Estejaba

## شعار شركة ترانستك
«أضف لأصولك مزيدًا من التحكم» حيث ترتكز الشركة على تحقيق أهدافها الأربعة:
- النمو المستمر، التركيز على احتياجات العملاء ورضاهم، الاحترافية وتطويع التكنولوجيا لخدمة عملائها في جميع أنحاء العالم.

بنتائج متزايدة تجاوزت إدارة ما يفوق ال 10 ملايين أصل، والحصول على رضا وثقة أكثر من 150 عميل حول العالم بالإضافة لأكثر من 400 مستخدم حالي في حوالي 25 بلد يثقون في منتجات ترانستك. تعمل ترانستك باستمرار من خلال أنظمتها الموثوقة والشاملة على سد الفجوة في أنظمة ERP  (التي تختص بإدارة الأصول الثابتة وتخزينها وصيانتها) اعتمادًا على تقنيات تكنولوجية متقدمة إضافة إلى توفيرها لأنظمتها على شكل تطبيق قابل للتحميل على الأجهزة المحمولة.

## روابط خارجية
- الموقع الرسمي